# Herman Niels Petersen
Herman Niels Petersen, senior, (født 12. december 1815, Sorø, død juni 1889, København) var en dansk snedker og pianofortefabrikant, hvis virksomhed Herman N. Petersen & Søn havde sit virke med forretninger i både København og provinsen i perioden 1849 – 1930.
Han kom som 14-årig i snedkerlære i København. Som svend arbejdede han på Andreas Marschalls pianofortefabrik. I en syvårig periode fra 1835 var han ansat på de førende pianofabrikker i Sverige, Tyskland, Frankrig og England. Ved hjemkomsten i 1842 blev han ansat som værkfører på J. N. Gades Pianofortefabrik.
I 1849 etablerede han sin egen pianofabrik og høstede over årene stor anerkendelse. Han byggede for det meste taffelformede klaverer og beskæftigede op til 100 mand, der årligt producerede omtrent 600 instrumenter.
Han fik hovedsæde i den Castenskioldske Gård, Bredgade nr. 23 og udvidede hurtigt med lokaler i Bredgade nr. 20. I 1869 opnåede han et patent på en forandring ved opretstående pianoforters resonansbund.
I 1888 optoges sønnen Herman N. Petersen, junior, i firmaet og denne overtog året efter, ved faderens død i begyndelsen af juli 1889, virksomhedens ledelse. I 1921 afstod pianofabrikant Søren Jensen sin virksomhed til Herman N. Petersen & Søn, der dog selv måtte se sig lukket efter børskrakket på Wallstreet i 1929.
Herman Niels Petersen, senior er begravet på Assistens Kirkegård i København.